# Burgos-Rundfahrt 2007
Die 29. Burgos-Rundfahrt fand vom 14. bis 18. August 2007 statt. Das Radrennen wurde in fünf Etappen über eine Distanz von 630 Kilometern ausgetragen. Das zweite Teilstück war die Königsetappe mit einer Bergankunft im 1.853 m hoch gelegenen Lagunas de Neila.
Die Burgos-Rundfahrt gehört zur UCI Europe Tour 2007 und ist in die Kategorie 2.HC eingestuft.

## Etappen
| Etappe    | Tag        | Start – Ziel                                | km       | Etappensieger       | Führender           |
| --------- | ---------- | ------------------------------------------- | -------- | ------------------- | ------------------- |
| 1. Etappe | 14. August | Miranda de Ebro – Miranda de Ebro           | 150      | Michail Ignatjew    | Michail Ignatjew    |
| 2. Etappe | 15. August | Areniscas de los Pinares – Lagunas de Neila | 149      | Juan Mauricio Soler | Juan Mauricio Soler |
| 3. Etappe | 16. August | Burgos – Aranda de Duero                    | 158      | Aurélien Passeron   | Juan Mauricio Soler |
| 4. Etappe | 17. August | Ribera del Duero – Ribera del Duero         | 15 (EZF) | Alejandro Valverde  | Juan Mauricio Soler |
| 5. Etappe | 18. August | Oña – Burgos                                | 158      | Wassil Kiryjenka    | Juan Mauricio Soler |